# 征清殉難九烈士
征清殉難九烈士（せいしんじゅんなんきゅうれっし）とは日清戦争当時、根津一によって召集された軍通訳官のうち、清国軍にスパイとして捕えられて処刑された漢口楽善堂出身者（3名）、日清貿易研究所卒業生（6名）を指す。

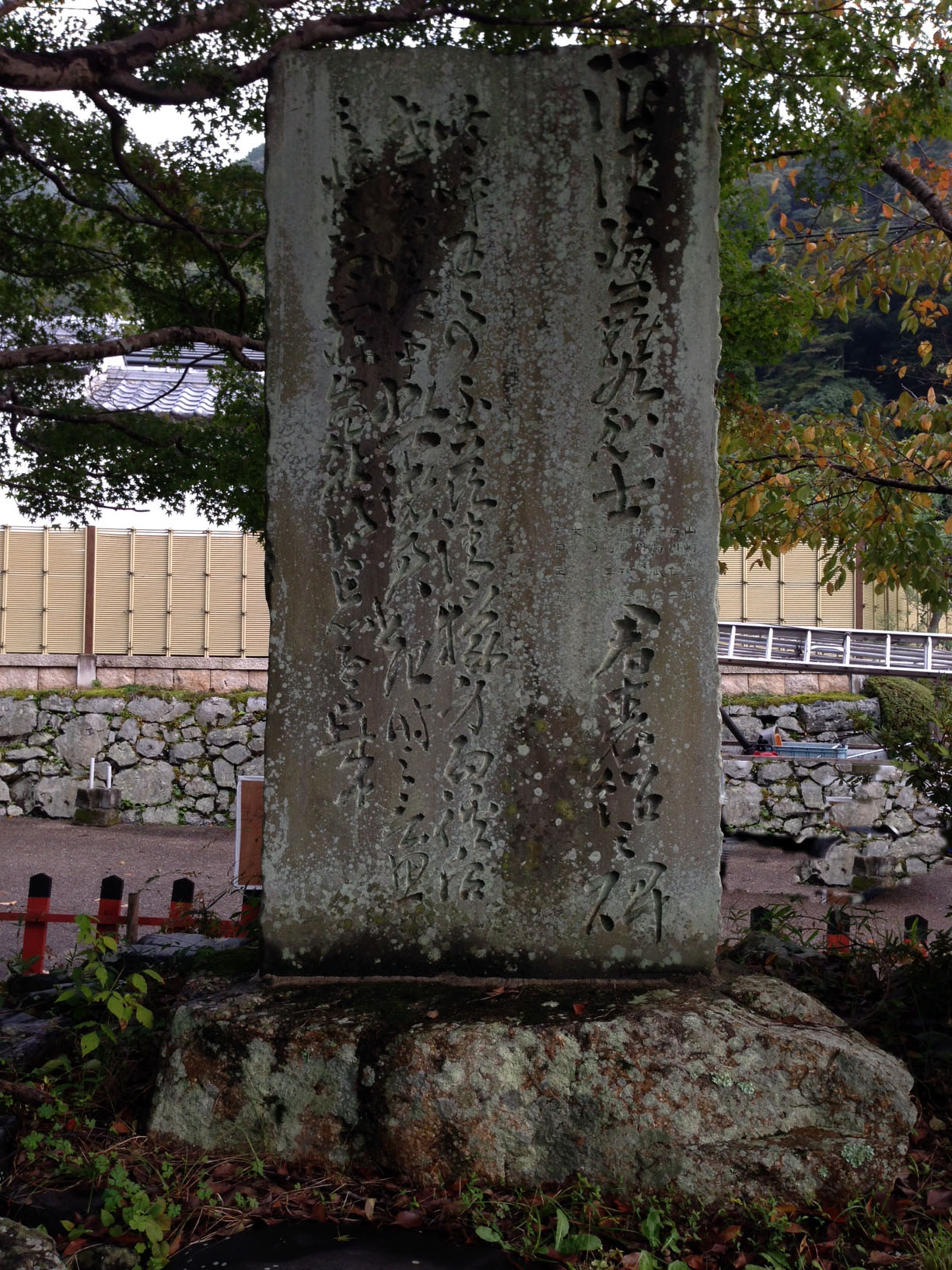
征清殉難九烈士の碑・京都熊野若王子神社前

## 九烈士
漢口楽善堂
- 藤島武彦 - 寧波で捕縛、杭州で斬首、享年26
- 石川伍一 - 秋田県出身、天津で捕縛、銃殺（明治27年9月19日）、享年29
- 山崎羔三郎（こうざぶろう） - 福岡県出身、金州で斬首（明治27年10月31日）、享年31

日清貿易研究所
- 楠内友次郎 - 熊本県出身、上海で捕縛、南京で斬首、享年30
- 福原林平 - 岡山県出身、上海で捕縛、南京で斬首、享年27
- 藤崎秀（ひいづ） - 鹿児島県出身、金州で斬首（明治27年10月31日）、享年23
- 鐘崎三郎 - 福岡県出身、金州で斬首（明治27年10月31日）、享年26
- 大熊鵬 - 福岡県出身、消息不明、享年25[3][4]
- 猪田正吉 - 福岡県出身、消息不明、享年26

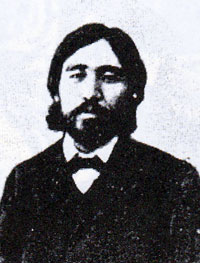
石川伍一
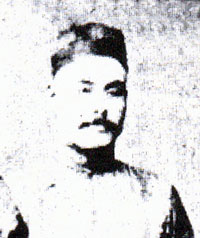
山崎羔三郎
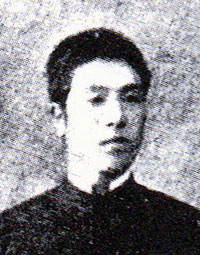
楠内友三郎
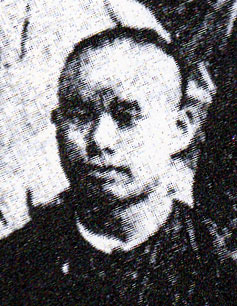
福原林平
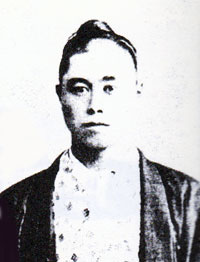
藤崎秀
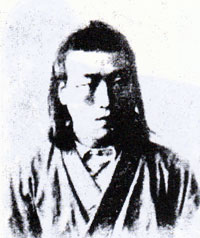
大熊鵬
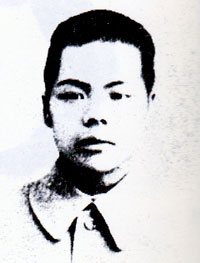
猪田正吉

## 経緯
日清開戦の直前、根津一は大本営参謀次長川上操六より、偵察任務に当たる軍通訳官を募る任務を受けた。当時日清商品陳列所に実習中の貿易研究所卒業生らにはかったところ、楠内友次郎・福原林平・藤崎秀・大熊鵬・猪田正吉・向野堅一と漢口楽善堂出身の藤島武彦の7名がこれに応じた。
明治27年9月7日、楠内・福原は上海で捕縛され南京で斬首、藤島は寧波で捕縛、杭州で斬首された。
一方、鐘崎三郎、山崎羔三郎、藤崎秀，大熊鵬、猪田正吉、向野堅一ら6人は第2軍第1師団所属の陸軍通訳官となり、遼東半島を攻略する日本軍に先行して敵地に潜入する特別秘密偵察の任務を命じられた。
10月16日、大山巌第二軍々司令長官と同じ長門丸に乗って、宇品港を出発した。出航前、有栖川参謀総長の謁見の栄誉に浴した。
10月24日午前11時、花園口東部に上陸し、6人は軍事情報収集の任務に就いた。山崎羔三郎、鐘崎三郎は金州、復州、蓋平方面、藤崎秀は金州方面担当、大熊鵬、猪田正吉は大孤山方面、向野堅一は普蘭店・復州方面の担当であった。大熊、猪田、向野の3人は漁船から支那服を奪って支那漁師に化け、鐘崎、山崎、藤崎の3人はそれぞれ別の地点で海に飛び込み、与えられた別々の任務をこなすために暗闇の中に消えた。
しかし、敵の警戒網も厳重をきわめて隙間がなく、山崎は早くも上陸後3日目の26日に、藤崎は30日に、鐘崎は31日に、いずれも碧琉河の近くで捕まり、金州城の西門から2キロメートルの俗に殺人廠と呼ばれる死刑場で斬刑に処せられた（10月31日）。
大熊、猪田は消息不明となった。
上記8人に天津で捕われ9月19日に銃殺された石川伍一（漢口楽善堂組）を加えたのが九烈士である。
向野堅一は農民に捕らえられるも脱走し、唯一人生き延びて金州城偵察に成功、日本軍の金州城攻略に大きく貢献した。

## 殉節三烈士
のちに第二軍が金州城を占領した時(11月6日）、敵の文書で山崎羔三郎、鐘崎三郎、藤崎秀ら3人の壮烈な死の顛末が明らかになった。遺体は向野らの努力によって発見され（明治28年2月7日）、遺骨は郷里に送られたが、金州に駐屯中の根津は北門郊外の一山頂に碑を建てて表紹慰霊し、この山を三崎山と命名した（三人の姓にいずれも崎の字がついている）。三碑は三国干渉で遼東半島を返還することになったため、東京高輪の泉岳寺に移された。

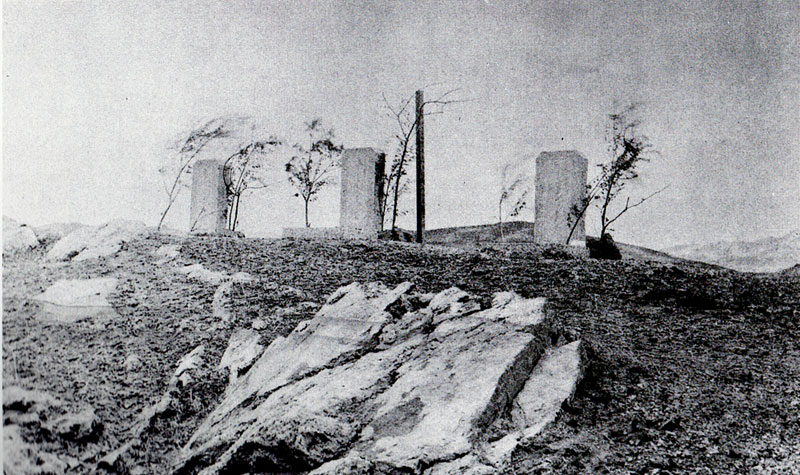
三崎山。三烈士の墓碑。
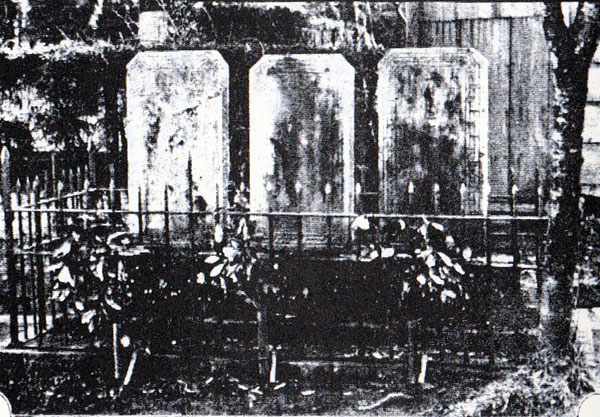
泉岳寺に移された三烈士の墓碑。

## 鎮魂の碑
九烈士の殉難は根津生涯の痛恨事であった。1895年（明治28年）根津は帰国するとすぐに軍籍を外れ、京都・若王子の寓居にて隠棲生活に入った。隠棲の目的は修行だけではなく、志半ばに世を去った若者たちや無二の親友たちへの弔いのためでもあった。若き志士ら9人が、根津の意向を汲んで清国内で情報活動中に捕らえられ、命を絶たれたことへの自責の念もあった。部屋に仏壇をつくって祀っただけでなく、彼らの遺児を書生として寓居で面倒をみるほどであった。そして荒尾精と相談し、寓居のすぐ下に彼ら九烈士の鎮魂の碑を建立した。

## 十二烈士
次の三烈士を加えて、十二烈士と呼ぶ。
- 浦敬一 - 長崎平戸出身、漢口楽善堂志士。明治22年3月漢口を出発して新疆に向かったが、消息不明となった。享年29
- 広岡安太 - 熊本県出身、漢口楽善堂志士。明治22年4月重慶を出発して貴州に向かったが、消息不明となった。享年22
- 高見武夫 - 岡山県出身、日清商品陳列所。明治27年杭州にて斬首。享年27

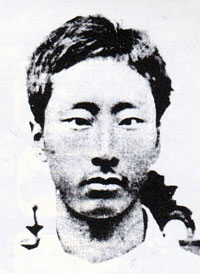
浦敬一
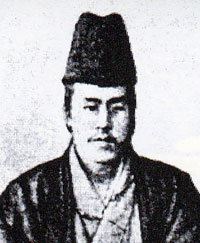
高見武夫

## 殉節三烈士碑
金州の北山（三崎山のこと・虎頭山とも呼ばれ現在、金州烈士陵園がある）には1913年に建立された「殉節三烈士碑」が、破壊された状態で残っていたが、道路整備のため北山の一部が削られた際に土砂とともに投棄された。市民の通報を受けた当局が金州博物館に運び、2016年現在も敷地内に保管している。

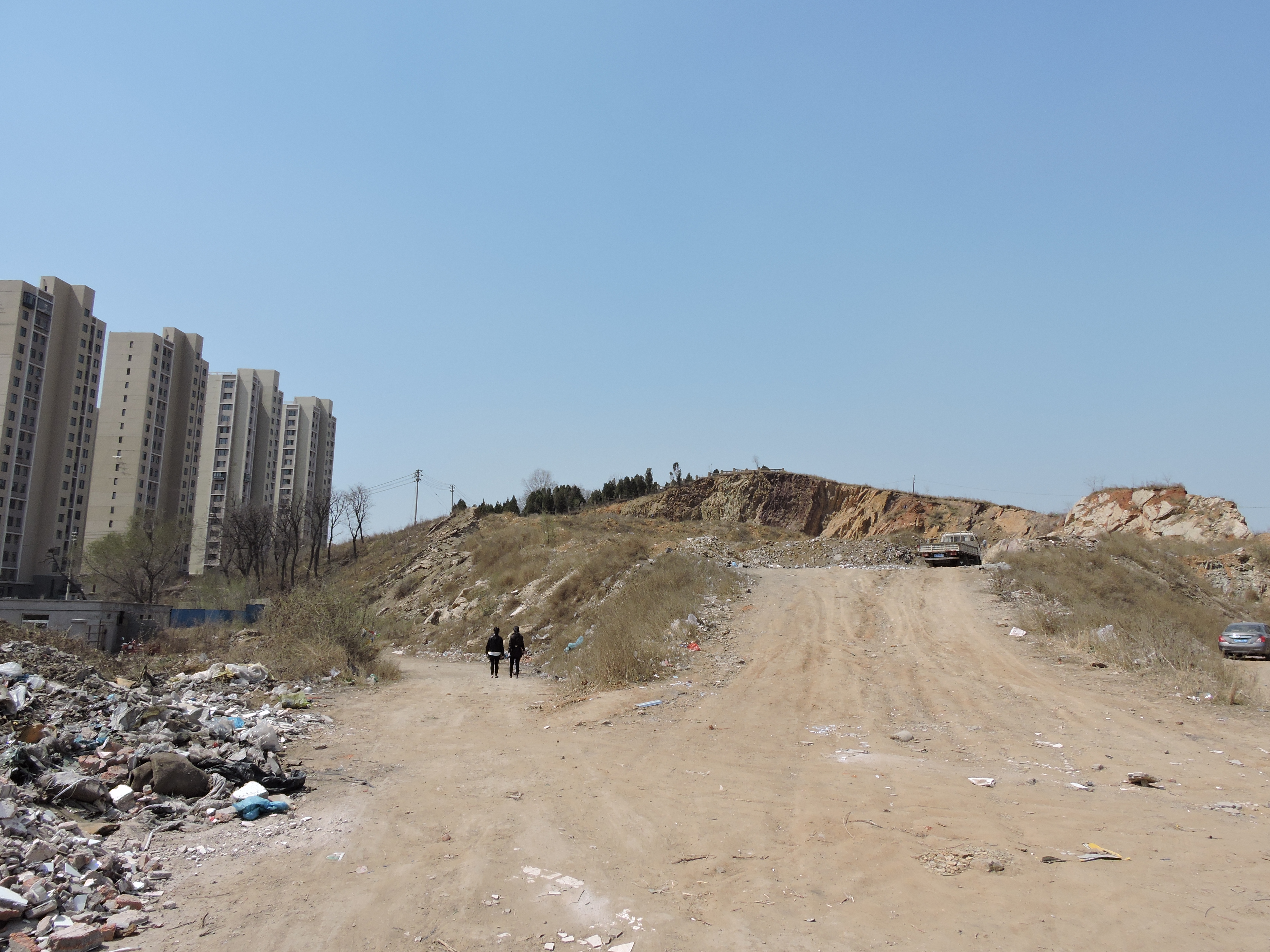
道路整備のため、造成中の北山（三崎山）。現在は片側4車線の道路となり、昔の姿を偲ぶことは難しい
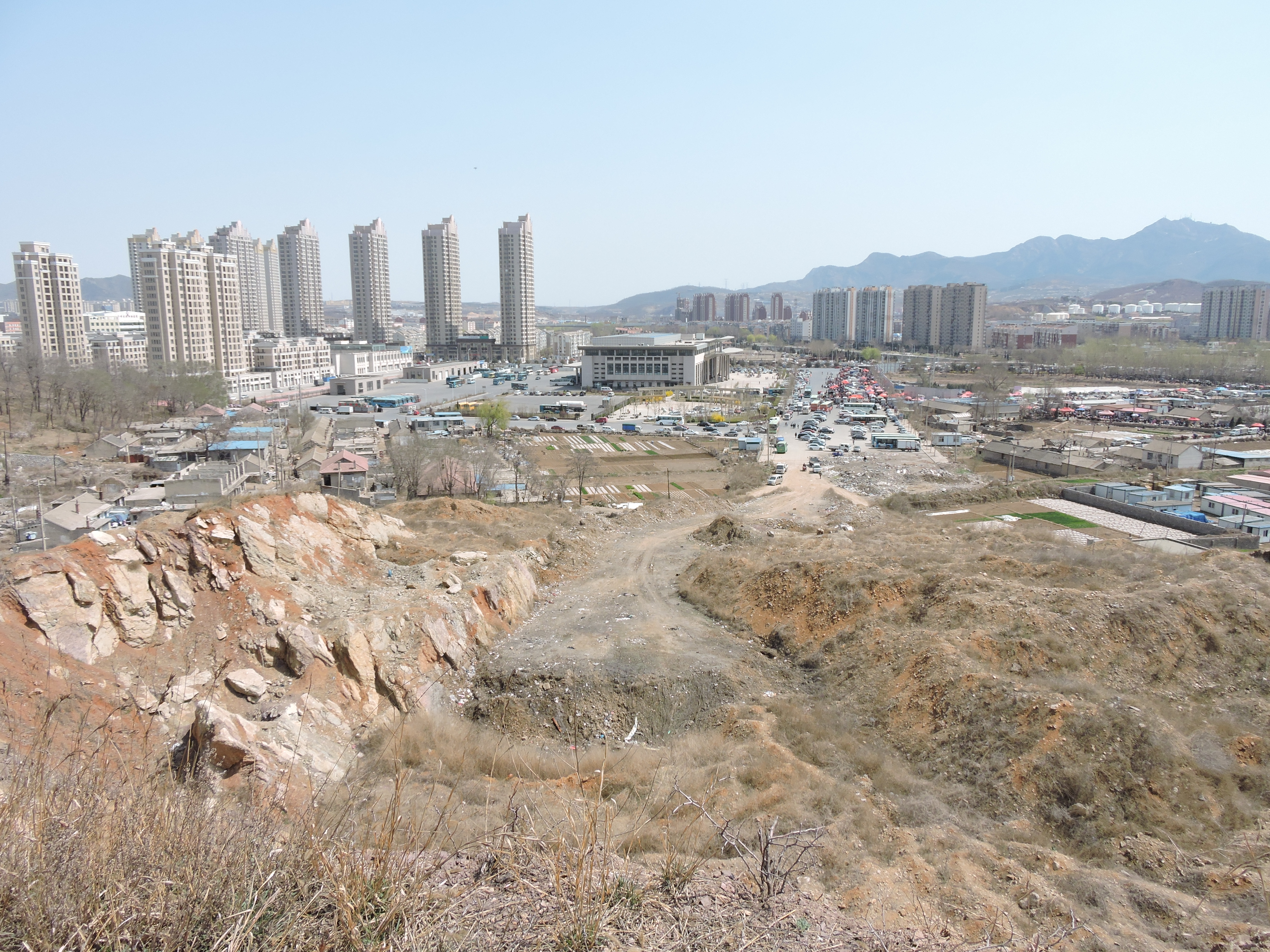
「殉節三烈士碑」があった金州・北山から金州バスターミナルを望む
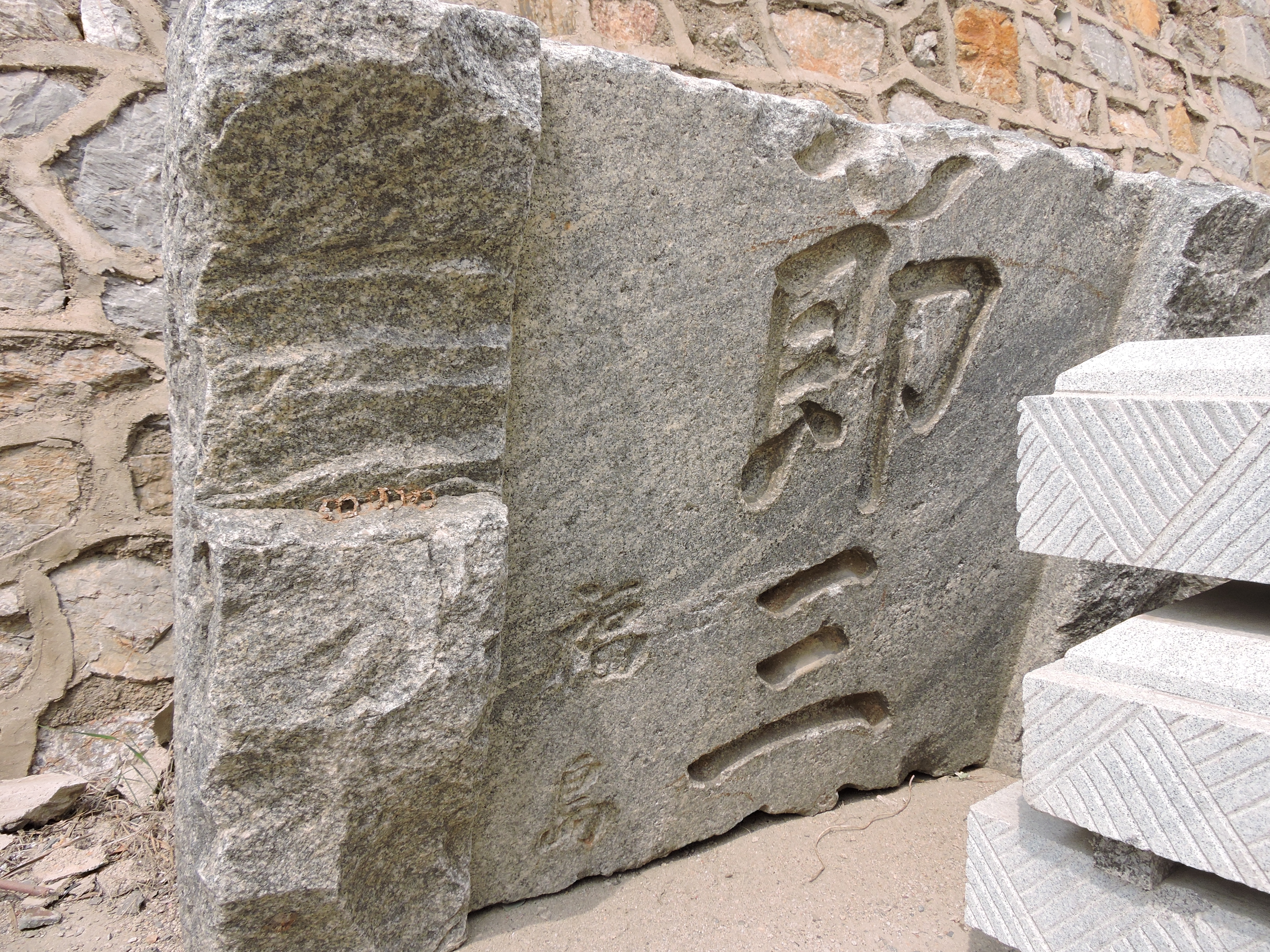
金州博物館の「殉節三烈士碑」。題字は陸軍大将、福島安正（1852―1919年）のもの。
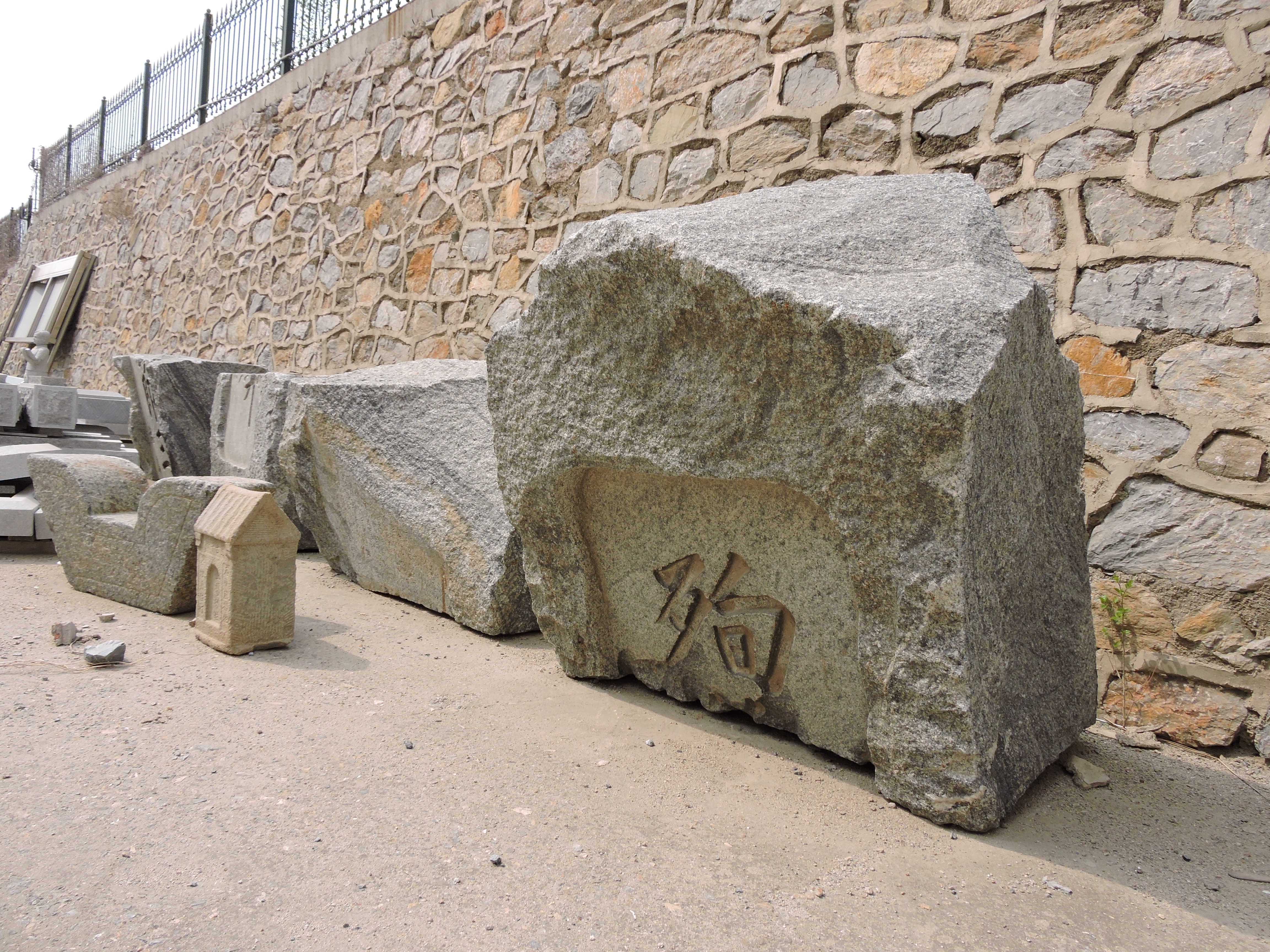
金州博物館の「殉節三烈士碑」